# Minszki egyezmények

Az első minszki egyezmény nyomonkövetési memoranduma által létrehozott pufferzóna térképe

A minszki egyezmények két nemzetközi megállapodást jelentettek, amelyek az ukrajnai Donbász régióban zajló háború befejezését célozták. 
Az első egyezményt 2014. szeptember 5-én írták alá Ukrajna, Oroszország és az Európai Biztonsági és Együttműködési Szervezet (EBESZ) képviselői a fehéroroszországi Minszkben. Ekkor szeparatista offenzíva zajlott több ezer „szabadságát töltő”, „önkéntesként csatlakozó” orosz katona támogatásával. A megállapodás kidolgozását az úgynevezett normandiai formátumban Ukrajna és Oroszország mellett résztvevő Franciaország és Németország vezetőinek közvetítésével dolgozták ki. A megállapodást státuszuk elismerése nélkül aláírták a szeparatista Donyecki Népköztársaság és Luhanszki Népköztársaság vezetői. Ez a megállapodás az azonnali tűzszünet végrehajtását tűzte ki célul, továbbá tartalmazta többek között a hadifoglyok szabadon bocsátását és a Donbász egyes területeinek önkormányzatiság biztosítását. A megállapodás ellenére nem értek véget a harcok.
A második egyezményt 2015. február 12-én írták alá. Tartalma az előzőhöz hasonló, de valamivel részletesebb. A megállapodás aláírását követően csitultak, de nem teljesen értek véget a harcok. Más intézkedésekkel kapcsolatban is viták maradtak. Például az ukrán parlament elfogadott törvényeket a Donbász speciális státuszáról és bizonyos fokú önkormányzatiságáról, és a Donyecki és a Luhanszki Népköztársaságban többéves késéssel 2018-ban önkormányzati választásokat tartottak, a szakadár népköztársaságok és Oroszország képviselői elégtelennek minősítették az önkormányzatiságot. Abban sem volt egyetértés, hogy kik az érintett felek: Ukrajna nem a szakadárokat, hanem az őket támogató Oroszországot tekintette tárgyalópartnernek, ugyanakkor Oroszország igyekezett tagadni az érintettségét és csak közvetítőnek beállítani magát. Ezzel együtt, többnyire egyetértés volt abban, hogy a konfliktus jövőbeni megoldásának alapja csak az egyezmény lehet.
Az Oroszország és Ukrajna között 2022 elején fokozódó feszültségek közepette Oroszország 2022. február 21-én hivatalosan is elismerte a Luhanszki és Donyecki Népköztársaságot. Vlagyimir Putyin orosz elnök másnap kijelentette, hogy a minszki megállapodások „már nem léteznek”, és Ukrajnát okolta azok összeomlásáért. Oroszország ezután 2022. február 24-én megtámadta Ukrajnát.

## Fordítás
- Ez a szócikk részben vagy egészben  a   Minsk agreements című angol Wikipédia-szócikk ezen változatának fordításán alapul.  Az eredeti cikk szerkesztőit annak laptörténete sorolja fel. Ez a jelzés csupán a megfogalmazás eredetét és a szerzői jogokat jelzi, nem szolgál a cikkben szereplő információk forrásmegjelöléseként.